# Edgar Milewski

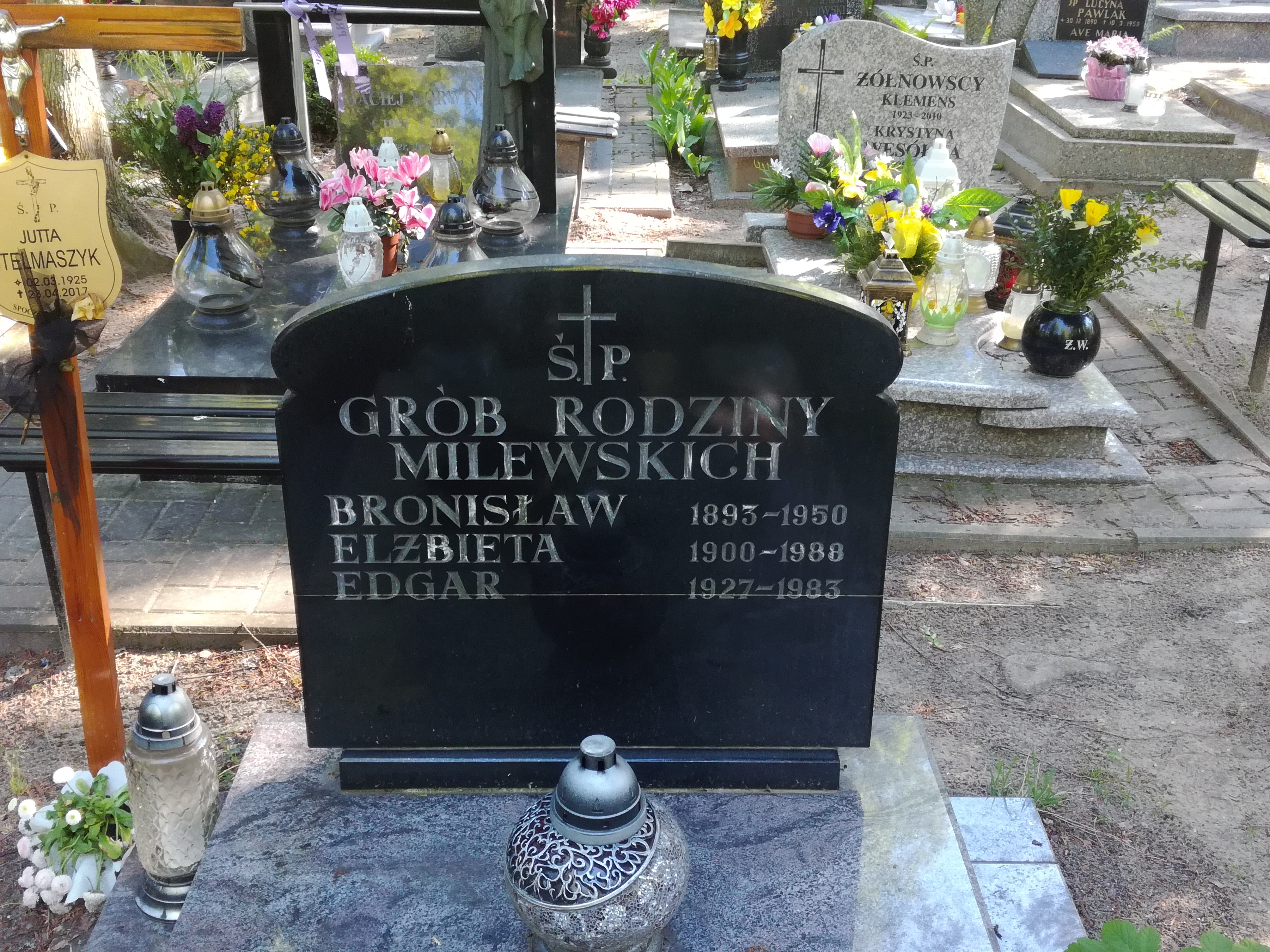
Grób Edgara Milewskiego na cmentarzu Witomińskim

Edgar Milewski (ur. 25 maja 1927 w Gdańsku, zm. 25 lutego 1983 w Gdyni) – polski dziennikarz i publicysta.

## Życiorys
Urodził się w rodzinie Bronisława (1893–1950) i Elżbiety (1900–1988) Milewskich. Uczęszczał do Gimnazjum Polskiego Macierzy Szkolnej w Gdańsku, należał do harcerstwa.
W okresie okupacji niemieckiej przebywał m.in. w Warszawie. Kontynuował naukę na tajnych kompletach Gimnazjum im. Stefana Batorego, działał w konspiracji (pseudonim „Kruk”), w oddziale II Obwód „Żywiciel” (Żoliborz) Warszawskiego Okręgu Armii Krajowej - zgrupowanie „Żmija”. Pierwszego dnia powstania warszawskiego został ciężko ranny.
Od 1945 przebywał w Gdańsku jako łącznik i tłumacz Morskiej Grupy Operacyjnej. W latach 1946–1950 studiował na Wydziale Lekarskim Uniwersytetu Poznańskiego. Po ukończeniu w 1952 studiów socjologicznych na Wydziale Humanistycznym Uniwersytetu Warszawskiego, od 1953 pracował jako bibliotekarz w Miejskiej Bibliotece Publicznej w Gdyni oraz Bibliotece Gdańskiej PAN. Od 1956 był dziennikarzem. Zajmował się publicystyką kulturalną oraz sprawami Gdańska w Rozgłośni Gdańskiej Polskiego Radia (1956–1960) i Telewizji Gdańskiej (kierownik redakcji kulturalnej Gdańskiego Ośrodka Telewizyjnego - 1960–1964). W latach 1963–1973 był redaktorem naczelnym miesięcznika społeczno-kulturalnego „Litery”, a następnie dyrektorem Oddziału Gdańskiego Wydawnictwa Zakładu im. Ossolińskich. Przez dwadzieścia pięć lat był stałym współpracownikiem Programu dla Zagranicy Polskiego Radia, gdzie przygotowywał korespondencje i reportaże o Gdańsku i Wybrzeżu. Był członkiem Stowarzyszenia Dziennikarzy Polskich, od 1982 w Stowarzyszenia Dziennikarzy PRL. Był współzałożycielem i pierwszym prezesem Stowarzyszenia Marynistów Polskich. Był członkiem Prezydium WRN w Gdańsku, od 31 marca 1980 przewodniczył jej Komisji Wychowania, Oświaty, Nauki i Kultury. 
Napisał popularne, kilkakrotnie wznawiane książki Gdański antykwariat (1960) i Opowieści gdańskich uliczek (1964).
Zmarł w Gdyni, pochowany w grobie rodzinnym na cmentarzu Witomińskim (kwatera 61-17-15_2).

## Ordery i odznaczenia
- Krzyż Kawalerski Orderu Odrodzenia Polski[1]
- Odznaka „Zasłużony Działacz Kultury” (1969)[8]
- Odznaka honorowa „Zasłużonym Ziemi Gdańskiej”[4]
- Odznaka „Za zasługi dla m. Gdańska”[4]

## Nagrody
- Nagroda Miasta Gdańska w Dziedzinie Kultury „Splendor Gedanensis” (1979)[9]